# Csapi Római Katolikus Egyházközség

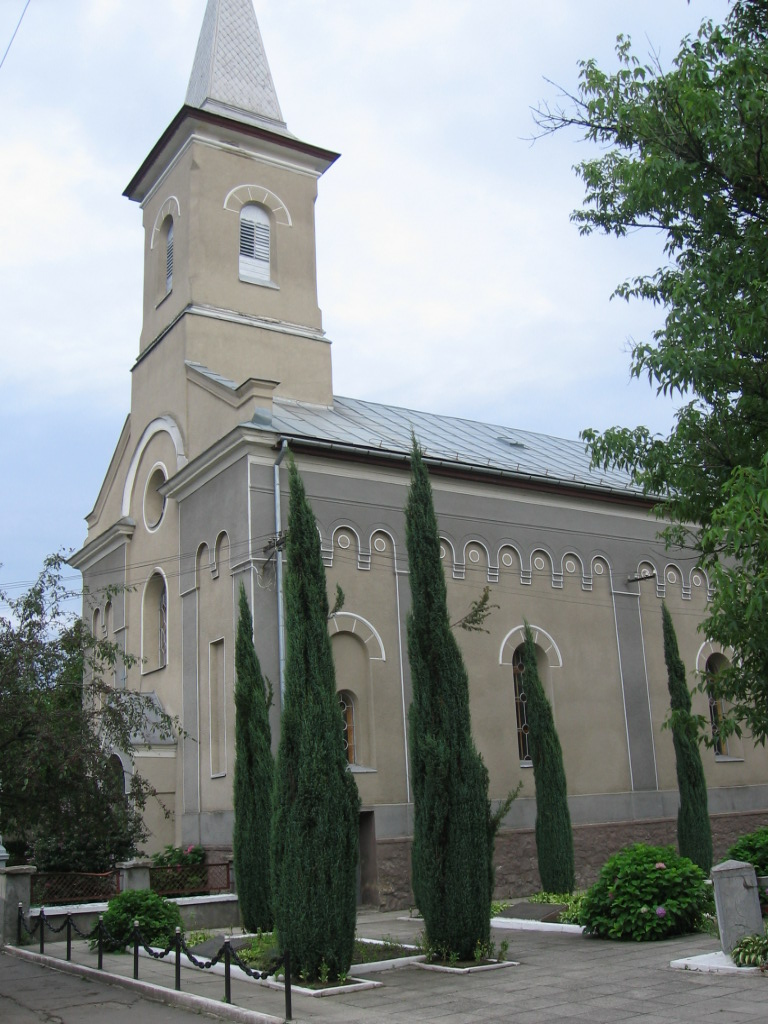
A csapi római katolikus templom

Csapi Római Katolikus Egyházközség a Munkácsi Római Katolikus Egyházmegye Ungi Főesperességének Ung-alsó esperesi kerületéhez tartozik.
- A templom titulusa: Szent Anna templom. Plébánia.
- Anyakönyvezés kezdete: 1890.
- Filiái: Tiszaásvány és Tiszasalamon.

## Története
Csap  keletkezésétől fogva a kisráti plébánia filiája volt. Később helyi káplánsággá alakult, s az istentiszteletek az iskola tantermével kapcsolatos kápolnában tartották. A település első temploma a Tisza árterében épült. (Maradványai a folyószabályozás következtében jelenleg a Tisza magyarországi oldalán lehetnek.) A reformáció idején a helyi katolikus egyház megszűnt és csak 1890-ben alakult újjá.
A jelenlegi templom 34 ezer koronányi költséggel épült 1903-ban. Oltárképét Windischgrätz Lajos hercegné, szül. Dessewffy Valéria grófnő festette. Orgonáját a XX. század elején készítették a Rieger Testvérek. A II. világháború végén a visszavonuló németek aláaknázták, de egy magyar katona, szinte az utolsó pillanatokban, elvágta a gyújtózsinórokat. A református templom nem járt ilyen szerencsével. A háború végétől 1996 augusztusáig a katolikus templomba jártak a két felekezet tagjai. 2007-ben elkezdődött a templom belső restaurálása.

## Elérhetőség
- Cím: Csap, Bereg utca 35. (a Bereg utca és a Mester utca sarkán) | 89502, м. Чоп, вул. Головна 35.
- Telefon: +3803122-37652, +38-03122-725862, +38-03122-725893
- E-mail: ung.kat@utel.net.ua